# Рейфелсон, Боб
Боб Рейфелсон (Рафельсон, англ. Bob Rafelson; 21 февраля 1933, Нью-Йорк — 23 июля 2022, Аспен) — американский кинорежиссёр, сценарист и кинопродюсер.

## Биография
Родился в еврейской семье. Подростком часто убегал из дома, участвовал в родео, играл в джаз-банде в Акапулько. Изучал философию в Дартмутском колледже, затем был призван в армию. Службу проходил в Японии, где работал диск-жокеем, переводил японские фильмы, консультировал кинокомпанию «Сётику» по вопросам успешности проката различных японских фильмов в США. Среди режиссёров, оказавших влияние на его стиль, называл Ясудзиро Одзу.
В 1959 году Рейфелсон работал редактором сценарного отдела на телесериале «Пьеса недели»: он отбирал пьесы для телепостановки и писал к ним дополнительные диалоги. В 1962 г. вместе с семьёй переехал в Голливуд, где продолжил работу в кино и на телевидении. В 1965 г. совместно с Бертом Шнайдером основал компанию Raybert Productions (BBC Productions), ставшую дочерним предприятием Columbia Pictures. Их первым проектом был сериал о рок-группе, специально для которого Рейфелсон и Шнайдер основали поп-рок-квартет The Monkees. Одноимённый сериал (1966—1968 гг.) имел громкий успех и в 1967 г. удостоился премии «Эмми» в номинации «Лучший комедийный сериал».
Следующим проектом с участием The Monkees стал художественный фильм «Голова», режиссёрский дебют Рейфелсона, сценарий которого он написал со своим другом Джеком Николсоном. Фильм провалился в прокате, однако позднее стал культовым. Зато следующий фильм Raybert Productions, «Беспечный ездок» Денниса Хоппера, после премьеры на Каннском кинофестивале сразу же стал культурным феноменом. Не меньший успех выпал на долю второго фильма Рейфелсона «Пять лёгких пьес», ныне включённого в Национальный реестр фильмов.
После роспуска BBS Productions в 1974 год Рейфелсон задумал снять фильм о работорговле в Африке, но затем решил переключиться на что-то более оптимистичное. В результате появился фильм «Оставайся голодным», в котором одну из первых ролей исполнил Арнольд Шварценеггер, удостоенный премии «Золотой глобус».
Последняя режиссёрская работа Рейфелсона — фильм «Дом на Турецкой улице» (2002).
Скончался Боб Рейфелсон 23 июля 2022 года.

## Личная жизнь
Дядя Рейфелсона, Самсон Рафаэльсон (Samson Raphaelson), был известным драматургом и сценаристом, работал на 9-ти фильмах с Эрнстом Любичем.
В середине 1950-х Рейфелсон женился на Тоби Карр, с которой встречался ещё со школы. У них родилось двое детей — Питер (1960) и Джули (1962). Тоби работала художником-постановщиком на фильмах мужа и других режиссёров. Позднее супруги развелись, но остались близкими друзьями. Джули скончалась в августе 1973 г. от ранений, полученных при взрыве газовой плиты.
В 1999 г. Рейфелсон женился на Габриэль Таурек, у них двое сыновей. Семья жила близ Аспена.

## Фильмография
- 1968 — Голова / The Head
- 1970 — Пять лёгких пьес / Five Easy Pieces
- 1972 — Садовый король / The King of Marvin Gardens
- 1976 — Оставайся голодным / Stay Hungry
- 1981 — Почтальон всегда звонит дважды / The Postman Always Rings Twice
- 1987 — Чёрная вдова / Black Widow
- 1990 — Лунные горы / Mountains of the Moon
- 1992 — Людские неприятности / Man Trouble
- 1996 — Кровь и вино / Blood and Wine
- 1998 — Пуделиные прыжки / Poodle Springs (телефильм)
- 2002 — Дом на Турецкой улице / No Good Deed